# Gyvel (art)
 "Gyvel" omdirigeres hertil. For andre betydninger af Gyvel, se Gyvel (flertydig).
Gyvel (Cytisus scoparius) er en 50-200 cm høj busk, der vokser på heder, skrænter og affaldspladser. Oprindeligt udplantede Gyvel spreder sig nu i Danmark på næringsfattige arealer, hvor den fortrænger den naturlige vegetation. Frøene er meget giftige på grund af indholdet af alkaloidet cytisin.

## Beskrivelse
Gyvel er en halvkugleformet busk med overhængende vækstform. Grenene er grønne, furede og meget tynde. Bladene er meget fåtallige eller mangler helt. De er i øvrigt trekoblede med elliptiske småblade. Blomsterne er smørgule og har en kraftig, til tider noget overvældende duft.
Frugterne er smalle bælge, der tørrer ud på planten og sprænges på grund af indre spændinger, og derved spredes frøene med et lille smæld. Frøene kan ligge uspirede i jorden i op til 10 år. Den har derfor en stor frøpulje til rådighed i jorden.
Gyvel har symbiose med knoldbakterier, som gør den selvforsynende med kvælstof ved hjælp af kvælstoffiksering.
Højde x bredde og årlig tilvækst: 2 × 2 m (75 × 75 cm/år). Målene kan anvendes ved udplantning.

## Voksested
Gyvel er en meget lyskrævende pionerplante. Arten formodes at være oprindelig på tørre, næringsfattige og lysåbne jorde i Danmark og det meste af Europa. Den danner plantesamfund sammen med f.eks. bølget bunke, hedelyng og hedemelbærris.
Rodnettet er dybtgående og planten er derfor tidligere blevet udsået på jernbaneskråninger, som værn mod erosion. Gyvel, der er blevet brugt til udplantning, stammer ofte fra Mellemeuropa og spreder sig nu i den danske natur på næringsfattige, lysåbne arealer, hvor den fortrænger den naturlige vegetation.

## Anvendelse
Busken yder et glimrende og næringsrigt vinterfoder til harer, der ofte gnaver busken helt ned til jorden. Den tåler vind og er meget nøjsom. Lav dansk gyvel tåler frost en del bedre end andre gyveltyper, som fryser ned i kolde vintre.
De grønne plantedele er svagt giftige for mennesker og er tidligere blevet anvendt som medicin mod bl.a. hjertesygdomme. Frøene er dog meget giftige på grund af indholdet af alkaloidet cytisin.